# Pallavolo ai XV Giochi del Mediterraneo
La pallavolo ai XV Giochi del Mediterraneo si è giocata durante la XV edizione dei Giochi del Mediterraneo, che si è svolta ad Almería, in Spagna, nel 2005: in questa edizione si è svolto sia il torneo maschile che quello femminile e la vittoria finale è andata alla nazionale di pallavolo maschile dell'Egitto e alla nazionale di pallavolo femminile della Turchia.